# Изменчивая коровка
Коровка изменчивая (лат. Hippodamia variegata) — вид жесткокрылых из семейства божьих коровок. Распространён в Европе; интродуцирован в Северную Америку.

## Описание
Жук длиной от 3 до 5,5 мм. Переднеспинка чёрная с жёлтой каймой, часто с двумя жёлтыми пятнами. Надкрылья жёлто-красные, с общим прищитковым пятном и каждое ещё с шестью очень изменчивыми чёрными пятнами, часть которых может отсутствовать или сливаться. Первый членик передних лапок самцов сильно расширен.

## Экология
Поедает тлей.

## Изменчивость

### Hippodamia variegata doubledayi
Hippodamia variegata doubledayi (Mulsant, 1850)

### Hippodamia variegata variegata
Hippodamia variegata variegata (Goeze, 1777)
Вариетет подвида:
- Hippodamia variegata variegata var. costellata Laicharting
- Hippodamia variegata variegata var. novempunctata Schrank
- Hippodamia variegata variegata var. undecimpunctata Schrank